# 衛星廣播電視節目供應者
在台灣，電視頻道一般是指電視節目訊號自地球電臺發射至衛星（上鏈），透過衛星轉頻器將訊號放大、變換後向地面發射（下鏈），經有線電視系統接收後再傳送予收視戶之24小時電視節目，正確用語應為「衛星廣播電視節目供應者」。

## 定義
依據《衛星廣播電視法》第2條第4款：「衛星廣播電視節目供應者（以下簡稱節目供應者）︰指自有或向衛星轉頻器經營者租賃轉頻器或頻道，將節目或廣告經由衛星傳送給服務經營者、有線廣播電視系統經營者（包括有線電視節目播送系統）或無線廣播電視電台者。」

## 主管機關
依據《衛星廣播電視法》第3條規定，衛星廣播電視節目供應者之主管機關為行政院新聞局，另依國家通訊傳播委員會組織法第2條：「自本會成立之日起，通訊傳播相關法規，包括電信法、廣播電視法、有線廣播電視法及衛星廣播電視法，涉及本會職掌，其職權原屬交通部、行政院新聞局、交通部電信總局者，主管機關均變更為本會。其他法規涉及本會職掌者，亦同。」是以，自2006年2月22日國家通訊傳播委員會（National Communications Commission, NCC）正式成立時，衛星廣播電視節目供應者之主管機關即改為國家通訊傳播委員會。

## 衛星廣播電視節目供應者數量
依據國家通訊傳播委員會公布之統計數字，至106年3月底，衛星廣播電視節目供應者共計115家公司、298個頻道，其中境內部分計93家公司、181個頻道，境外部分計30家公司、117個頻道。業者共同組成「中華民國衛星廣播電視事業商業同業公會」。

## 播放平台

### 有線電視系統業者
有線電視系統業者共65家（106年12月）。

### IPTV
- 中華電信股份有限公司多媒體內容傳輸平台（MOD）
- 威達雲端電訊股份有限公司（VeeTV）

### 直播衛星廣播電視服務事業
直播衛星廣播電視服務事業共有5家，其中境內事業2家，境外事業3家（107年9月）：
- 侑瑋衛星通訊股份有限公司
- 星際傳播股份有限公司
- 美商特納傳播股份有限公司台灣分公司
- 美商彭博新聞有限公司台北分公司
- 新加坡商全球廣播商業新聞電視台有限公司台灣分公司